# Microcarbo
Microcarbo – rodzaj ptaków z rodziny kormoranów (Phalacrocoracidae).

## Zasięg występowania
Rodzaj obejmuje gatunki występujące w Eurazji, Australii i Oceanii.

## Morfologia
Długość ciała 45–65 cm, rozpiętość skrzydeł 80–91 cm; masa ciała 360–963 g.

## Systematyka

### Etymologia
- Microcarbo: gr. μικρος mikros „mały”; rodzaj Carbo Lacépède, 1799[5].
- Halietor: gr. ἁλιητωρ haliētōr, ἁλιητορος haliētoros „rybak”, od ἁλιευω halieuō „łowić”, od ἁλς hals, ἁλος halos „morze”[6]. Gatunek typowy: Pelecanus pygmaeus Pallas, 1773.
- Melanocarbo: gr. μελας melas, μελανος melanos „czarny”; rodzaj Carbo Lacépède, 1799[7]. Gatunek typowy: Hydrocorax melanoleucos Vieillot, 1817.

### Podział systematyczny
Do rodzaju należą następujące gatunki:
- Microcarbo pygmaeus (Pallas, 1773) – kormoran mały
- Microcarbo niger (Vieillot, 1817) – kormoran skromny
- Microcarbo melanoleucos (Vieillot, 1817) – kormoran białolicy